# Петровская сельскохозяйственная академия
Петровская сельскохозяйственная академия — высшее аграрное учебное заведение в Российской империи.
Основанная в период политических реформ, академия способствовала процветанию сельскохозяйственной науки: здесь К. А. Тимирязев проводил опыты по физиологии растений, Г. Г. Густавсон совершенствовал химический анализ органических веществ, А. П. Людоговский написал первый в России курс сельскохозяйственной экономии, И. А. Стебут заложил основы русского земледелия, М. К. Турский создал науку о лесе, Р. И. Шредер вывел универсальные сорта плодовых деревьев, А. Ф. Фортунатов написал знаменитые «Урожаи ржи в Европейской России».

## Петровская земледельческая и лесная академия

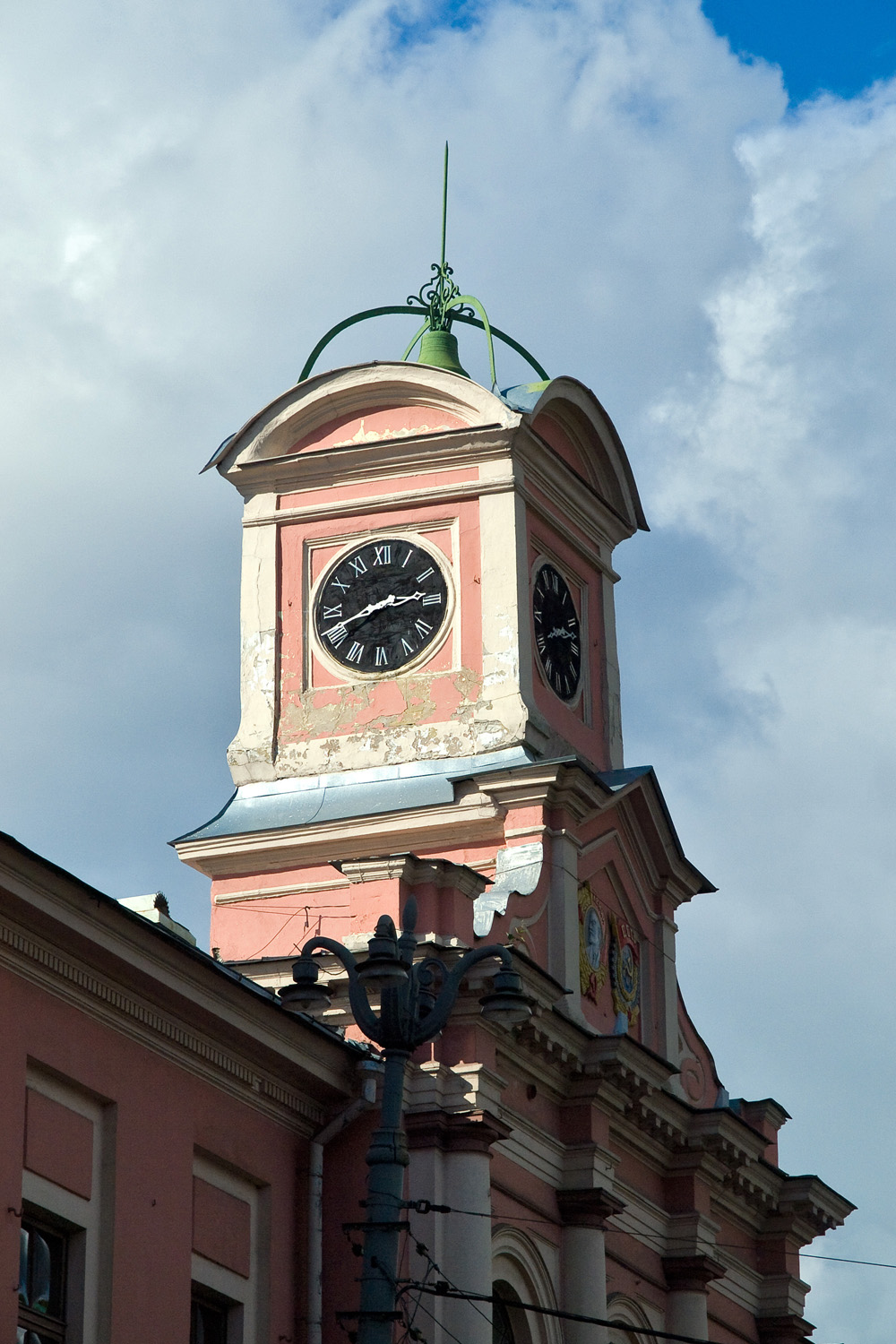
Часовая башня

В 1857 году Императорское московское общество сельского хозяйства признало необходимым основать в Москве земледельческий институт. Общество арендовало в Петровско-Разумовском территорию и здания усадьбы, которая в январе 1861 года по высочайшему повелению была выкуплена в казну за 250 тысяч рублей специально «с целью учреждения агрономического института, фермы и других сельскохозяйственных заведений».
В 1862 году для устройства Лесной опытной дачи, которая должна была служить полигоном для обучения студентов и проведения опытных работ, был приглашён учёный-лесовод А. Р. Варгас де Бедемар, а для переустройства усадьбы из Петербурга был приглашён архитектор Н. Л. Бенуа, который построил (1863—1865) на месте ветхого усадебного дворца главное учебное здание с часовой башней и с уникальными выпуклыми стеклами — «здание аудиторий». В верхнем этаже расположились актовый зал, две аудитории и кабинеты: физический, геодезический, строительного искусства и минералогический; в нижнем этаже были, кроме аудитории, библиотеки, профессорской комнаты и зала Совета — зоологический, технологический и лесной кабинеты. Каменный одноэтажный флигель с конюшней был надстроен вторым этажом и приспособлен для размещения химической лаборатории со специальной аудиторией. Другой флигель также был надстроен и в нём размещены 48 помещений для размещения студентов. На месте каменной главной оранжереи расположился сельскохозяйственный музей, а в построенном втором этаже — над средней частью и флигелями — квартиры.

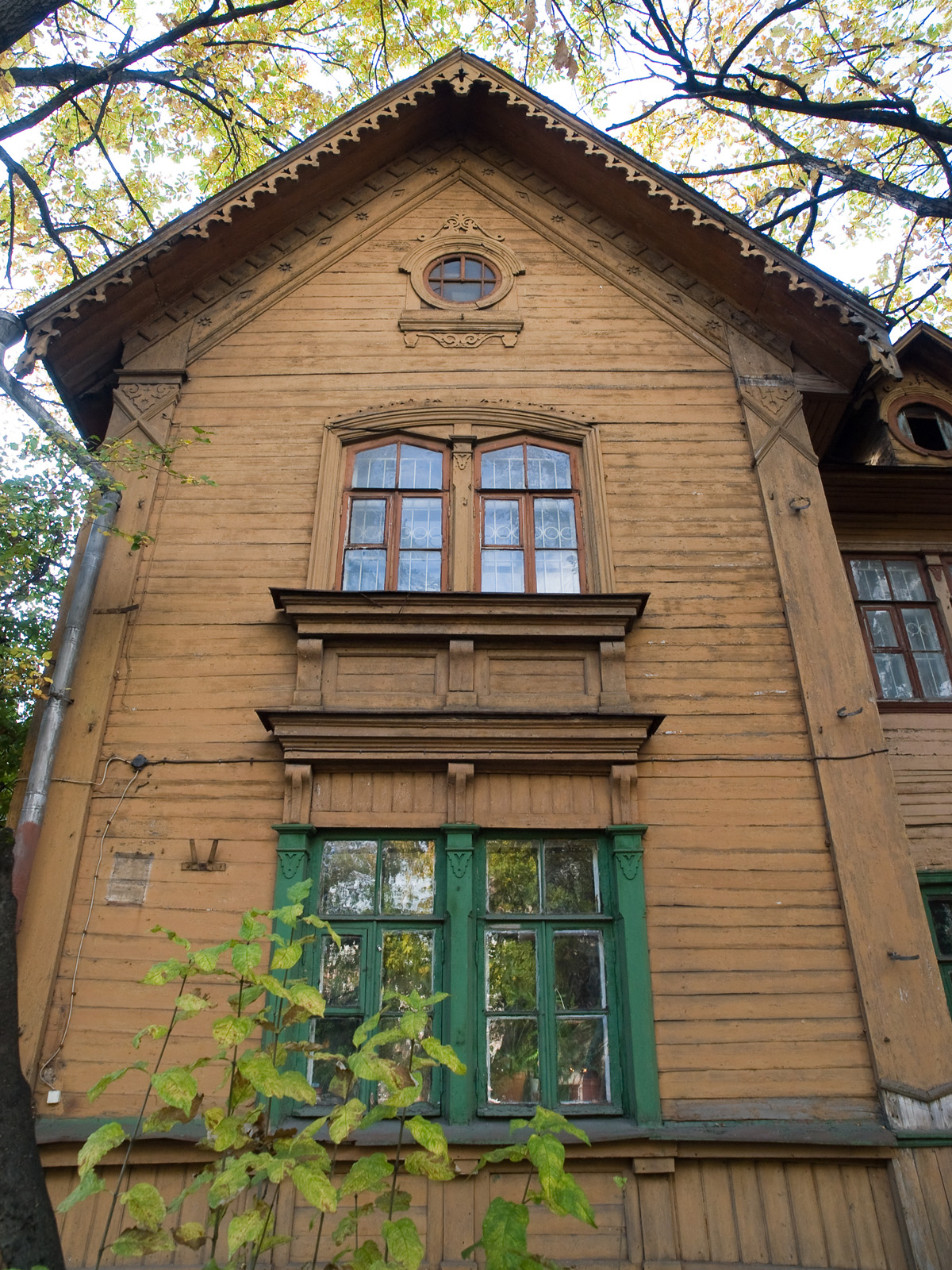
«Дом Вильямсов»

27 октября 1865 года был учреждён Устав академии, в разработке которого принимали участие будущий первый директор академии доктор ботаники Н. И. Железнов и профессор химии П. А. Ильенков. Согласно параграфу № 1 устава, Петровская земледельческая и лесная академия имела целью — распространение сведений по сельскому хозяйству и лесоводству. По Уставу академия — всесословное и открытое высшее учебное заведение с возможностями свободного поступления в студенты (без образовательного ценза), выбора предметов изучения, без вступительных и переводных экзаменов. По правам академия была поставлена выше уже существовавшего Горы-Горецкого земледельческого института, потому что ей было предоставлено право удостаивать не только степени кандидата, но и магистра сельского хозяйства. Управление академии было устроено под ведением департамента земледелия и сельской промышленности, управление вверено директору, совету и хозяйственному комитету. Курс обучения был ориентирован на практическую работу в земских учреждениях, управление имениями. В учебном процессе сочетались академические занятия, опытная и селекционная работа и практика ведения сельского хозяйства. В первые годы академия имела всего два отделения — сельскохозяйственное и лесное, на которых обучались около 400 слушателей. В. Г. Короленко, некоторое время учившийся в академии, писал: «Все надежды, оживлявшие интеллигенцию того времени отразились на уставе академии, нашли в нём своё отражение».
Днём основания академии считается 3 декабря 1865 года, когда было объявлено распоряжение правительства об её открытии. 25 января 1866 года состоялось открытие лекций; в большом зале здания аудиторий (ныне административное здание) директор академии Н. И. Железнов произнес речь, обращенную к первым слушателям. Среди первых профессоров — Н. Н. Кауфман, Я. Д. Головин, И. Н. Чернопятов, В. Е. Графф, В. Т. Собичевский, И. А. Стебут, А. П. Степанов, А. П. Захаров, М. П. Щепкин, И. К. Коссов, В. К. Делла-Вос, Е. М. Соколовский, П. А. Ильенков, Н. Э. Лясковский, Я. Я. Цветков, И. Б. Ауэрбах.
В 1869 году С. Г. Нечаев с товарищами убили в гроте парка слушателя академии И.И.Иванова; в «нечаевском процессе» фигурировало несколько студентов, что послужило поводом к изменению устава учебного заведения.
В 1870 году был открыт для посещения дендрологический сад, заложенный Р. И. Шредером ещё в 1862 году — за три года до учреждения Академии.
С 1871 года началось преподавание в академии садоводства и огородничества.
В 1872 году, при новом директоре — Ф. П. Королёве, усилиями К. А. Тимирязева и И. А. Стебута появился первый в России вегетационный домик (образцовая теплица) — «опытная станция физиологического типа».
С 31 января 1872 года, по новым правилам, в студенты стали приниматься только лица, представившие свидетельство об окончании полного курса гимназии, и были введены обязательные ежегодные испытания для всех студентов. За семь лет действия прежнего правила приёма, из 1111 слушателей только 139 имели свидетельство среднего учебного заведения. Полный курс обучения продолжался 4 года; за слушание лекций взималась плата 25 рублей в год, а за один предмет — 5 рублей. Эти правила вошли в новый устав от 16 июня 1873 года — с этого времени академия стала государственным вузом.
В 1876 году директором стал Ф. К. Арнольд; при нём была разработана программа опытной станции для испытания сельскохозяйственных машин и орудий.
В 1878—1879 годах в академии был организован лесохозяйственный музей, заложен лесной питомник, на опытном поле открылась метеорологическая станция.

### Метеообсерватория
Уже при создании Петровской сельскохозяйственной академии в 1865 году осознавалась необходимость ведения регулярных наблюдений за погодой, ежегодно выделялись средства на «физический кабинет и метеорологическую обсерваторию», но лишь с 1 января 1879 года начались регулярные метеорологические наблюдения, когда профессор кафедры земледелия А. А. Фадеев снял первые отсчёты, открыв тем самым непрерывный многолетний ряд наблюдений за погодой в Москве.
Все необходимые инструменты для производства наблюдений были получены от Главной физической обсерватории (Санкт-Петербург). В непосредственной близости от здания обсерватории находилась и метеорологическая площадка. Кроме стандартных наблюдений за погодой (температура, влажность, осадки, ветер, облачность и т. д.), проводились дополнительные наблюдения: над солнечной радиацией, испарением, продолжительностью солнечного сияния, температурой почвы.
Особое место в развитии обсерватории принадлежит профессору В. А. Михельсону, возглавлявшему её в период 1894—1927 годов. Он расширил исследования солнечной радиации, сконструировал ряд актинометров (слюдяной, биметаллический, абсолютный универсальный). 1 января 1912 года обсерватория переехала в новое здание, проект которого был разработан по заданию Михельсона, — по проекту профессора института П. С. Страхова под наблюдением архитектора Н. Н. Чернецова. Трёхэтажное здание обсерватории с металлической вышкой было специально приспособлено для метеорологических наблюдений и научных исследований. Для анемометрических и актинометрических наблюдений были построены вышка высотой 11 метров (26 метров над уровнем земли), а с южной стороны — открытая актинометрическая площадка над вторым этажом здания.

## Петровская сельскохозяйственная академия
В 1889 году, во время директорства Э. А. Юнге (1883—1890), был принят новый Устав, по которому было ликвидировано лесное отделение, в связи с чем изменилось название — Петровская сельскохозяйственная академия. Директором был назначен А. П. Захаров.

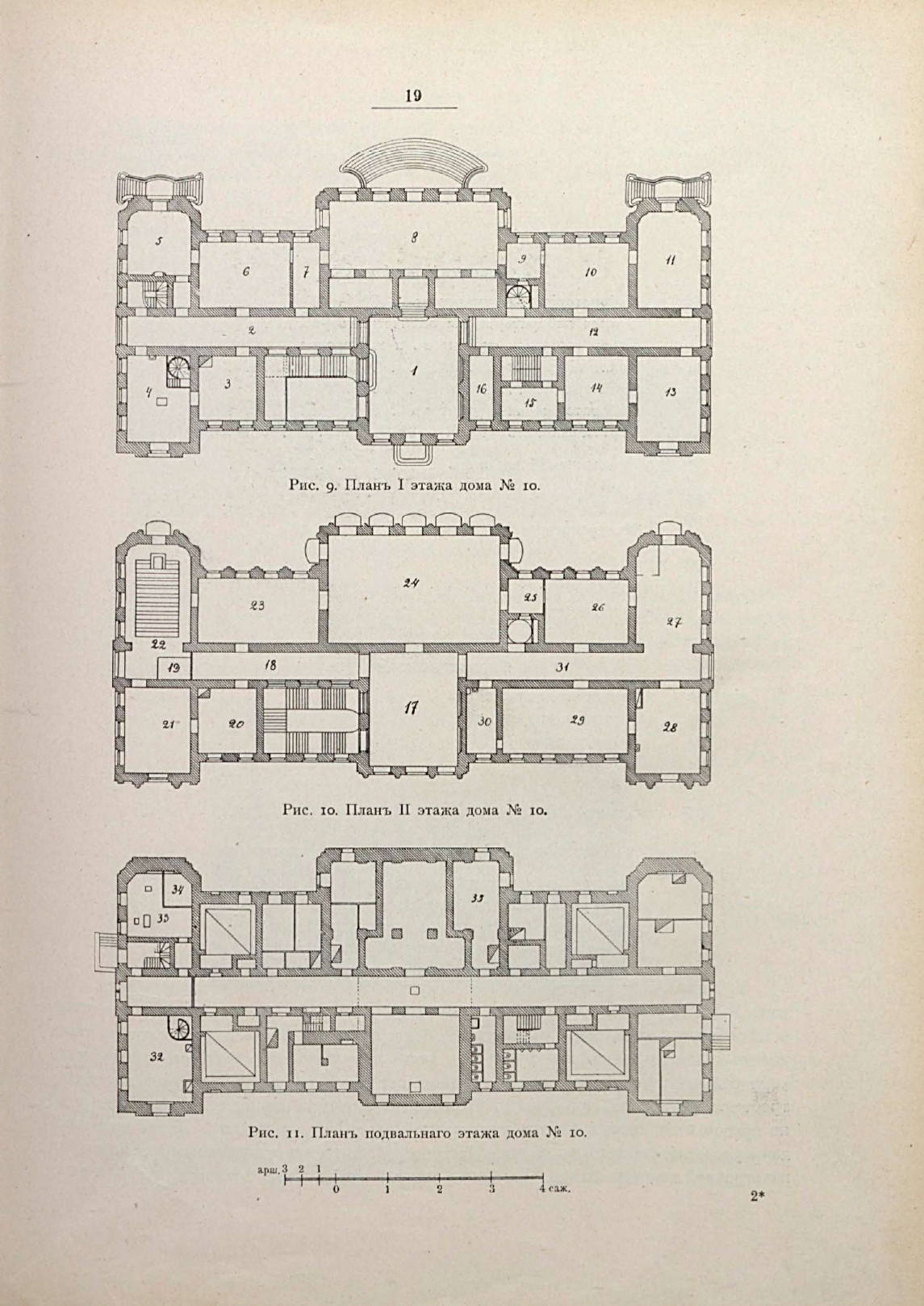
Поэтажные планы главного здания аудиторий. 1915 г.

## Московский сельскохозяйственный институт
1 февраля 1894 года из-за революционных настроений в студенческой среде академия была закрыта и превращена в «Петровско-Разумовское имение». Здесь предполагалось устроить женский институт, а также перевести в него из Твери кавалерийское военное училище. Однако 6 июня 1894 года в Петровско-Разумовском был учрежден Московский сельскохозяйственный институт, цель которого — «доставлять учащимся в нём высшее образование по сельскому хозяйству и по сельскохозяйственному инженерному искусству»; 26 сентября было объявлено о его открытии. Прежних профессоров и слушателей академии принимать было запрещено. Открылись два отделения: сельскохозяйственное и сельскохозяйственное инженерное. Общими предметами для обоих отделений были: геодезия, физика и метеорология, минералогия и геология, почвоведение, ботаника, зоология, энтомология, земледелие общее и частное, зоотехния общая, основы политической экономии и статистики, сельскохозяйственная экономия, законоведение, учение о земледельческих машинах и орудиях, богословие. Институт по новому уставу был закрытым заведением, в общежитии которого студенты обязывались жить. Размеры общежития ограничивали число учащихся, их было не более 200. Для ранее окончивших университеты были установлены стипендии, и время пребывания в институте зачислялось как действительная государственная служба — это должно было способствовать подготовке достаточного количества специалистов по сельскому хозяйству.
Первым директором института назначили К. А. Рачинского, его помощником — профессора Н. М. Кулагина, членами правления — В. Р. Вильямса и А. В. Мартынова. В 1904—1907 годах директором был А. П. Шимков, с 1909 года — И. А. Иверонов, в 1916—1917 — Д. Н. Прянишников.

### Ботанический сад
В период 1895—1898 годы профессором С. И. Ростовцевым был заложен ботанический сад. Выступая на заседании Совета института, Ростовцев особо отметил, что «…устройство ботанического сада должно начаться с самого начала: с удаления сорных растений, земляных работ, разбивки и т. д. Необходимо провести воду, сделать приспособления для водяных, болотных, степных, альпийских и др. растений…»; 12 декабря 1895 года Совет вынес постановление о создании ботанического сада и выделении на это, а также на содержание в 1896 году 1200 руб. Для создания ботанического сада было отведено место за оранжереями площадью 1030 кв. саженей, недалеко от ботанического кабинета, там, где когда-то, в первые годы существования Петровской академии, уже находился ботанический сад. Руководителем сада стал сам профессор С. И. Ростовцев.
В саду было организовано три отделения: систематическое, биологическое и опытное. На территории систематического отделения были собраны представители семейств, знание которых считалось необходимым для агрономов; биологическое отделение было создано для культивирования видов, требующих специфических условий произрастания — водных, альпийских, болотных, степных и т. д. Были созданы водоём и каменистая горка; их расположение, хотя общая планировка сада не раз менялась, оставалось неизменным. Целью опытного отделения было изучение роста и развития растений, проведение наблюдений за растениями, а также на территории опытного отделения высаживались ещё не определённые виды или виды, недавно интродуцированные в среднюю полосу России.
После смерти С. И. Ростовцева ботаническим садом заведовал (1916—1918) профессор физиологии растений Н. Н. Худяков.

### Селекционная станция
К концу XIX века относится зарождение селекционной станции. В 1903 году ассистент при кафедре общего земледелия и почвоведения Д. Л. Рудзинский при содействии В. Р. Вильямса на участках опытного поля начал первые планомерные работы по селекции пшеницы, овса и картофеля, а с 1905 года — гороха. Эти работы заложили основу селекционной станции института. В 1906 году были посеяны первые перспективные сорта, а уже в 1908 году на Всероссийской выставке в Петербурге Д. Л. Рудзинскому за проведённую работу и созданные им сорта была присуждена Большая золотая медаль.

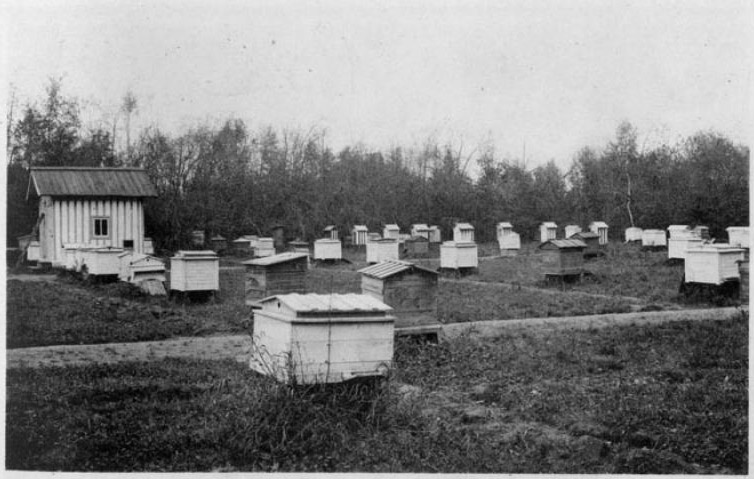
Учебная пасека МСХИ. 1903

С 1907 года на селекционной станции стали проводиться практические занятия со студентами академии; в 1912 году Н. Н. Чернецовым было выстроено двухэтажное здание с подвалом для хранения продуктов.
В 1909 году селекционной станции был выделен земельный надел, стали отпускаться денежные средства, появился отдельный материальный и финансовый баланс, было утверждено расписание должностных обязанностей. За образец организации Д. Л. Рудзинский взял наиболее авторитетную в то время Свалефскую селекционную станцию в Швеции. С 1 января 1913 года селекционная станция была оформлена официально и принята на государственный счёт, а Д. Л. Рудзинский был назначен её заведующим. Во время Первой мировой войны до 1917 года его замещал С. И. Жегалов; затем, до марта 1922 года — момента отъезда Рудзинского в Прибалтику, обязанности заведующего исполнял Л. И. Говоров (1885—1941), который был в 1915—1921 годах его заместителем.
За 20 лет на станции Д. Л. Рудзинским было выведено 13 сортов озимой пшеницы, 11 — овса, 11 — гороха, 18 — картофеля, 1 —- льна-долгунца. Для разработки теоретических основ селекции и оценки селекционных образцов им были организованы цитологическая, химическая и мукомольно-хлебопекарная лаборатории. По праву считается, именно здесь были заложены научные основы отечественной генетики, селекции и семеноводства сельскохозяйственных растений
Из числа сотрудников станции в разное время выросла целая плеяда выдающихся ученых, труды которых вошли в золотой фонд мировой и отечественной науки: Н. И. Вавилов, Л. П. Бреславец, П. Н. Константинов, А. Г. Лорх, Г. Д. Карпеченко, К. И. Пангало Е. Н. Синская, Н. Н. Тимофеев, В. В. Квасников, И. Н. Свешникова, А. В. Алпатьев, С. П. Агапов, Е. М. Попова, А. Н. Лутков, А. Р. Жебрак и др.
После Д. Л. Рудзинского с 1922 по 1927 год Селекционную станцию возглавлял профессор С. И. Жегалов. В 1923 году он организовал новую для академии и единственную в то время в СССР кафедру селекции и семеноводства. Селекционная станция стала ее основной экспериментальной и производственной базой. С этого времени кафедра стала осуществлять научное руководство деятельностью Селекционной станции, а заведующий кафедрой являлся ее научным руководителем.
В 1929 году научным руководителем селекционной станции и заведующим кафедрой селекции и семеноводства полевых культур был П. И. Лисицын.
В 1932 году селекционная станция вошла в состав Московского селекцентра (ныне это Московский НИИ сельского хозяйства «Немчиновка»). В 1948 году селекционная станция была восстановлена в структуре Тимирязевской сельхозакадемии, но уже как её учебное подразделение и стала именоваться как Селекционно-генетическая станция имени П. И. Лисицына.
Под руководством академика Т. Д. Лысенко с 1948 года на Селекционной станции работала группа специалистов в области мичуринской генетики. В те же годы на ее полях проводил исследования в области внутривидовых изменений у мягкой пшеницы профессор В. Н. Столетов, бывший в течение нескольких лет директором Тимирязевский академии.
Руководителями Селекционной станции им. П. И. Лисицына с 1948 года также были лучшие специалисты в этой сфере для своего времени: А. А. Уколов (1948—1953), М. П. Самсонов (1953—1954), А. П. Горин (1954—1955), Г. В. Приезжев (1956—1964), П. П. Демкин (1964—1967), А. Н. Березкин (1968—1990), К. Ф.укан (1990—1996), А. М. Малько (1996—2003), О. В. Александров (2003—2004). Селекционная станция в настоящее время входит в состав полевой станции РГАУ — МСХА им. К. А. Тимирязева как лаборатория селекции и семеноводства полевых культур.

## Тимирязевская сельскохозяйственная академия
После 1917 года начался новый этап в истории академии: было восстановлено её название — Петровская сельскохозяйственная академия, изменены устав и организационная структура академии, созданы новые учебные планы и программы. В декабре 1923 года Совет народных комиссаров СССР постановил: «Переименовать Петровскую сельскохозяйственную академию в Сельскохозяйственную академию имени К. А. Тимирязева».

## Персоналии

### Известные преподаватели
- ботаника: К. А. Тимирязев (1870—1894), С. И. Ростовцев (1894—1916);
- физиология растений: Н. И. Железнов, Н. Н. Кауфман, К. А. Тимирязев (1870—1894), Н. Н. Худяков (с 1894)[Комм 4];
- геодезия и астрономия: А. П. Захаров (1865—1894); И. А. Иверонов (1891—1915)[14]
- общее земледелие: И. А. Стебут (с 1865), В. Р. Вильямс, А. Г. Дояренко (с 1910);
- почвоведение: И. А. Стебут (1866—1875), А. А. Фадеев (1876—1887), В. Р. Вильямс (1894—1912);
- частное земледелие (растениеводство): И. А. Стебут (с 1876), Д. Н. Прянишников (с 1895);
- садоводство и огородничество: Р. И. Шредер (1865—1903), Э. А. Мейер (1903—1914)[15], В. И. Эдельштейн (с 1915);
- лесоводство: В. Е. Графф (1866—1867), Н. Е. Попов (1868—1870), В. Т. Собичевский (1865—1881), М. К. Турский (1876—1899), Н. С. Нестеров (с 1899);
- агрохимия: Д. Н. Прянишников (с 1895);
- механизации растениеводства: В. К. Делла-Вос (1865—1872), А. К. Эшлиман (1873—1893), К. Г. Шиндлер (с 1893), В. П. Горячкин (с 1896)[16];
- зоология: К. Э. Линдеман, Н. М. Кулагин (с 1894);
- общее животноводство: Н. П. Чирвинский (1882—1894), Е. А. Богданов;
- физиология и биохимия животных: А. И. Бабухин (с 1868), Л. З. Мороховец (с 1882), А. В. Леонтович[Комм 5] (с 1913)[17];
- коневодство: М. И. Придорогин[18] (с 1895);
- крупный рогатый скот: И. Н. Чернопятов (1865—1879);
- частная зоотехния: П. Н. Кулешов (1882—1894), М. И. Придорогин (1895—1914);
- политическая экономия и сельскохозяйственная статистика: М. П. Щепкин (1865—1870), И. И. Иванюков (с 1873), А. П. Людоговский (до 1882), А. Ф. Фортунатов (1882—1894), Н. А. Карышев (1896—1904), К. А. Вернер (с 1895);
- химия: Н. Э. Лясковский, П. А. Ильенков[Комм 6], Э. Б. Шене (1869—1896), Г. Г. Густавсон (1875—1890), Н. Я. Демьянов (с 1887), М. И. Коновалов (1896—1899), И. А. Каблуков (с 1899);
- сельскохозяйственное законоведение: И. Н. Миклашевский (с 1896), М. Я. Герценштейн (с 1904);
- физика: Я. Я. Цветков (с 1866), Р. А. Колли (1886—1891), В. А. Михельсон (с 1894), А. П. Шимков (1904—1907);
- математика: С. С. Бюшгенс (с 1913?);
- технология сельскохозяйственная: И. К. Коссов, В. М. Руднев (1882—1893), Я. Я. Никитинский (1894—1915).
- геология: Е. С. Фёдоров (1895—1905)
- виноградарство: Г. И. Гоголь-Яновский (1920—1931)

Кроме того преподавали:
- Г. Г. Аппельрот (теоретическая механика, с 1895)
- Ф. А. Баталин (1859—1860)
- Н. И. Мерцалов
- С. Г. Войслав (строительное искусство)
- И. П. Прокофьев

### Известные выпускники
- Фадеев, Анатолий Александрович (1872)
- Скворцов, Александр Иванович
- Дудинский, Владимир Николаевич (1877)
- Паприц, Константин Эдуардович
- Фортунатов, Алексей Фёдорович (1881)
- Казимир, Константин Фёдорович
- Нестеров, Николай Степанович (1884)
- Таиров, Василий Егорович (1884, с отличием)
- Гузовский, Бронислав Ильич (1885)
- Слёзкин, Пётр Родионович (1885)
- Чичкин, Александр Васильевич (1886)
- Вильямс, Василий Робертович
- Придорогин, Михаил Иванович (1887)
- Прянишников, Дмитрий Николаевич (1889)
- Высоцкий, Георгий Николаевич (1890)
- Стенбок-Фермор, Владимир Васильевич
- Рудзинский, Дионисий Леопольдович (1893)
- Бедро, Иван Прохорович
- Шацкий, Станислав Теофилович (1899?)
- Брунст, Виктор Эмильевич (1899)
- Новиков, Иван Алексеевич (1901)
- Волков, Николай Константинович (1901)
- Вехов, Николай Кузьмич
- Якушкин, Иван Вячеславович (1909)
- Мантейфель, Пётр Александрович (1910, с отличием)
- Вавилов, Николай Иванович (1911)
- Чаянов, Александр Васильевич (1911)
- Костяков, Алексей Николаевич (1912)
- Лорх, Александр Георгиевич (1913)
- Попов, Иван Семёнович (1913)
- Успенский, Николай Алексеевич (1915)
- Качинский, Никодим Антонович (1922)

### Учились
- Абазов, Григорий Сергеевич
- Анзимиров, Владимир Александрович
- Бенардос, Николай Николаевич (1866—1869)
- Вернер, Константин Антонович
- Григорьев, Василий Николаевич
- Колесов, Александр Александрович
- Короленко, Владимир Галактионович
- Неплюев, Николай Николаевич
- Петербургский, Александр Васильевич
- Попко, Григорий Анфимович
- Сорокин, Василий Иванович (1871—1873)
- Шеин, Сергей Аристионович
- Яковлев, Евгений Никандрович

## Библиотека
Со времени открытия Петровской земледельческой и лесной академии 3 декабря 1865 года согласно её Уставу появилась и библиотека. Открытию её предшествовал ряд организационных мероприятий, и прежде всего формирование фонда. В основном фонд составили пожертвования учреждений и частных лиц; из частных лиц самое крупное пожертвование было сделано первым директором Н. И. Железновым; среди крупных дарителей — библиотека Академии наук, Императорская публичная библиотека, Императорское Вольное экономическое общество, Санкт-Петербургский лесной институт. Первым библиотекарем был назначен профессор В. Н. Андреев; была выбрана библиотечная комиссия из трёх профессоров под председательством профессора Э. Б. Шене; 9 апреля 1866 года в штате библиотеки появился ещё один сотрудник — слушатель академии Г. Гофман.
С 1877 года по решению Совета академии начала действовать учебная библиотека; главная библиотека стала именоваться фундаментальной, а учебная — библиотекой учебных пособий. В неё из главной библиотеки было передано 238 учебников и учебных пособий и выделен один читальный зал. Только с 1895 года у библиотеки учебных пособий появились денежные средства для самостоятельного комплектования. Однако на протяжении всех лет значительным источником пополнения книжных фондов были пожертвования профессоров и воспитанников академии; в разное время библиотека получила ценнейшие дары: в 1867 году по завещанию профессора И. Д. Ауэрбаха почти 800 томов; от профессора М. И. Придорогина 830 томов по зоотехнии; по завещанию профессора В. Ф. Болдарева многочисленное собрание книг по сельскохозяйственной энтомологии; от профессоров Московского университета А. П. Богданова и Н. Ю. Зографа — более 6000 томов книг по биологии и зоологии.
В 1894—1919 годах директором библиотеки был Карл Фёдорович Арнольд.
В начале января 1915 года в фундаментальной библиотеке насчитывалось 62986 томов научных книг, включающих более 20 тысяч названий, 52 % — на русском языке; библиотека имела несколько каталогов: алфавитный книг, систематический книг, алфавитный периодических изданий на русском языке и иностранных (английском, немецком).
К 1917 году библиотека заняла почти весь первый этаж главного здания и значительную часть подвального помещения. В это же время на ряде кафедр стихийно стали возникать кафедральные библиотеки из пожертвований преподавателей и слушателей кафедр, состоявшие из рукописных лекций, отчетов, книг, периодических изданий.
В первые годы существования посещаемость библиотеки не превышала 800 человек в год. Это в значительной мере объяснялось жёстким режимом, установленным в правилах пользования книгами библиотеки. Лишь в 1905 году был отменён тройной залог, который должны были вносить студенты при получении книг. Отменено было также запрещение студентам получать на дом периодические издания. Библиотека стала работать ежедневно и более продолжительное время, не закрывалась и во время каникул.

## Комментарии
1. ↑  Ещё в 1823 году общество открыло в Москве земледельческую школу на Бутырском хуторе, где готовили управляющих помещичьими хозяйствами.
2. ↑  Полагают, что для покрытия затрат на строительство и оборудование академии были организованы продажа и долгосрочная аренда земельных участков под дачи и огороды, а созданный в южной части академических владений дачный посёлок позже получил название Петровско-Разумовского (в народе его называли «Соломенная сторожка») (Величко С. Переписка с читателями. Соломенная сторожка // Наука и жизнь. — 2003. — № 4. Архивировано 8 октября 2021 года.). По другим же сведениям Архивная копия от 14 июля 2009 на Wayback Machine дачный посёлок возник от продажи земель последним владельцем усадьбы, преуспевающим московским аптекарем П. А. фон Шульцем.
3. ↑  В Москве он — второй по возрасту после ботанического сада МГУ на проспекте Мира (Аптекарский огород), но в отличие от него, дендрарий практически не изменился по площади и конфигурации. К 1899 году видовое разнообразие, согласно опубликованному Шредером списку растений («Указатель растений Дендрологического сада Московского Сельскохозяйственного института»), составило 1038 видов разновидностей, форм и гибридов — см. Дендрологический сад имени Р. И. Шредера Архивная копия от 23 июля 2014 на Wayback Machine.
4. ↑  Н. Н. Худяков одновременно читал большой курс «Бактериология».
5. ↑  Сын А. В. Леонтовича, Михаил Александрович, стал известным физиком.
6. ↑  П. А. Ильенков читал курс агрономической химии и руководил практическими занятиями.
7. ↑  К. Ф. Арнольд — сын бывшего директора академии Ф. К. Арнольда.
8. ↑  В то время многие крупные библиотеки не всегда имели систематические каталоги, — в основном только алфавитные.